# Bernat de So
Bernat de So i Vilaragut, ou Bernard de So (vers 1315 - vers 1385). Vicomte d'Évol, seigneur de Millas, est un notable espagnol, sénéchal de Catalogne et majordome de Pierre le Cérémonieux. Il est le fils de Joan de So et d'Isabel de Vilaragut. Sa grand-mère maternelle, Saura de Majorque, est la fille du roi de Majorque, Jacques II de Majorque (1243-1311). Son grand-père maternel Berenguer de Vilaragut i Sarria était seigneur de Sant-Marti i Subirats, et vicomte d'Aumelas.

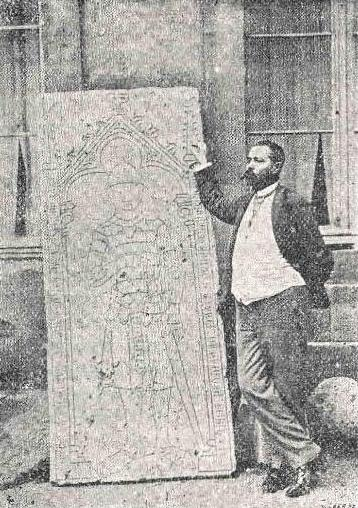
L'historien Pierre Vidal aux côtés de la pierre tombale du chevalier Bernat de So

Le nom du lignage vient du château d'Usson (Ariège), en occitan « Lo Castèl de So ».

## Biographie
Bernat de So prit le parti de Pierre IV d'Aragon dit le Cérémonieux dans sa lutte contre Jacques III de Majorque lequel avait épousé le 10 novembre 1347 en secondes noces sa tante Violant de Vilaragut. 
Il reçut en récompense de sa fidélité au roi d'Aragon la seigneurie de Sant Marti i Subirats confisquée à son oncle, Berenguer (fils de Berenguer de Vilaragut i Sarria) lequel était camerlenc de Jacques III de Majorque.
Il fut sénéchal de Catalogne et majordome de Pierre le Cérémonieux.
Il avait épousé Blanca d'Aragall dont il eut un fils Bernat de So i d'Aragall mort en 1415.
Il meurt lui-même, selon Amédée Pagès, en 1386.
La pierre tombale de Bernat de So se trouvait au début du siècle dernier dans l'ancien hôtel Çagarriga (muséum d'histoire naturelle de Perpignan). L'historien Pierre Vidal (1848-1829) pose à côté de ce gisant représentant un chevalier armé sur une vieille photographie d'époque. Albert Salsas en avait également réalisé le relevé au crayon que l'on peut encore voir aux Archives départementales des Pyrénées-Orientales. La situation de cette magnifique pierre tombale est actuellement inconnue.

## LaVesió
Bernat de So est aussi connu comme poète. Il avait écrit plusieurs poèmes dont un seul est parvenu jusqu'à nous : la Vesió (la vision).
Il s'agit d'un poème en vers de six syllabes rimant deux à deux, dépeignant l'Europe du XIVe siècle. L'auteur y décrit les mœurs légères de certains clercs qu'il déplore puis un état de guerre permanent, une époque tourmentée, en somme, qui paraît ne bénéficier qu'aux mercaders qui se livrent au grand négoce.